# Pou (Masdenverge)
El Pou és una obra de Masdenverge (Montsià) inclosa a l'Inventari del Patrimoni Arquitectònic de Catalunya.

## Descripció
Pou situat als afores de la població. De secció circular format per dos nivells, el primer sota terra i el segon sobre el seu nivell. El primer nivell està fet amb reble, de pedres mitjanes, irregulars. El segon nivell a l'interior és rectangular amb dos grans carreus de pedra. L'exterior és una estructura semicònica amb una obertura rectangular vertical, amb petites lloses planes verticals com a rebranca. La part superior ha estat refeta. A l'interior, a l'alçada de l'obertura, hi ha una pica triangular de pedra picada que canalitza l'aigua cap a l'exterior per un canalet de ferro, que cau dins un abeurador de pedra picada. Tot el conjunt està emblanquinat.

## Història
Aquest pou fou emprat per abeurar el ramat i per a la població. Actualment al seu voltant hi ha una plaça. Al fer les obres de cimentació es va aixecar el nivell del terra i la part inferior del pou i l'abeurador va quedar tapada. Per les seves característiques constructives és difícil de datar.
Es deixà d'usar arran de la canalització de les aigües per a ús corrent a les cases del poble, fet que succeí el 1954, inaugurant-la a les Festes Majors, el 14-19 d'agost de 1954.